# Fuck It (I Don't Want You Back)
Fuck It (I Don't Want You Back) is een nummer van de Amerikaanse zanger Eamon uit 2004. Het is de eerste single van zijn debuutalbum I Don't Want You Back.
"Fuck It (I Don't Want You Back)" gaat over een jongen die zijn vriendin helemaal zat is, haar de deur uit zet en er totaal geen spijt van heeft. Het nummer haalde in de Amerikaanse Billboard Hot 100 een bescheiden 16e positie, maar werd wel een grote hit in Europa. Het haalde in veel landen de nummer 1-positie, ook in de Nederlandse Top 40 en de Vlaamse Ultratop 50. 
Door het grote succes van het nummer, maar vooral door de controversiële tekst, werden er verschillende versies van het nummer gemaakt. Een onbekende zangeres, Frankee, beweerde de ex-vriendin te zijn waarover Eamon zou zingen (wat niet waar bleek te zijn) en behaalde een hit met het antwoordlied F.U.R.B. (Fuck You Right Back). In Nederland maakte Alain Clark een bewerking (V*kkenvuller, ingezongen door Simon/Hans Goes), die in 2004 ook een hit werd.